# Matteucia
Matteucia este un gen de plante din familia Aspleniaceae.